# Раец (Кавадарци)
Раец (мкд. Раец) је насеље у Северној Македонији, у јужном делу државе. Раец је насеље у оквиру општине Кавадарци.

## Географија
Раец је смештен у јужном делу Северне Македоније. Од најближег већег града, Кавадараца, насеље је удаљено 15 km западно.
Насеље Раец се налази у историјској области Раец, која обухвата брда и планине између Тиквешке долине на истоку и висоравни Пелагоније на западу. Западно од насеља уздиже се планина Козјак, а североисточно планина Клепа. Насеље је положено на приближно 290 метара надморске висине. 
Месна клима је измењена континентална са значајним утицајем Егејског мора (жарка лета). 

## Становништво
Раец је према последњем попису из 2002. године имао 110 становника.
Већинско становништво у насељу су етнички Македонци (99%), а остало су Срби. 
Претежна вероисповест месног становништва је православље.